# Massamá
Massamá ist eine Gemeinde der Stadt Queluz mit 2,78 km² und mit 28.112 Einwohnern (Stand 2015), dies entspricht einer Bevölkerungsdichte von 10.112 Einwohnern/km². Ein bekanntes Wahrzeichen der Gemeinde ist der Brunnen von Massamá (pt. Chafariz de Massamá). Der Brunnen gilt als historisches Erbe und gab dem Ort den Namen Massamá, der vom Geonym "Mactamã" kommt und was übersetzt "Ort mit gutem Wasser" oder "Quelle" bedeutet.
Seit dem 26. Juli 1997 wurde Queluz in drei Freguesias aufgeteilt und formte sich zur Stadt Queluz mit den Gemeinden Massamá, Monte Abraão und Queluz.
Am 29. September 2013 wurden die Gemeinden Massamá und Monte Abraão zur neuen Gemeinde União das Freguesias de Massamá e Monte Abraão zusammengeschlossen.

## Bauwerke
- Igreja Paroquial de Massamá

## Mit dem Ort verbundene Persönlichkeiten
Im Ort lebt der vormalige portugiesische Premierminister Pedro Passos Coelho mit seiner Familie.
Der portugiesische Fußballnationalspieler Nani spielte in seiner Jugend für den örtlichen 'Real Sport Clube'.